# Пассивный счёт
Пасси́вные счета́ — счета бухгалтерского учёта, предназначенные для учёта состояния, движения и изменения источников средств предприятия.
На пассивных счетах отображаются операции, изменяющие сумму средств предприятия (активов предприятия), а также операции, изменяющие состав долгов (перемещение средств между двумя пассивными счетами, например удержание налогов из зарплаты).
На пассивных счетах:
- Начальное сальдо записывается по кредиту счёта.
- Записи, характеризующие увеличение источника средств записываются по кредиту счёта.
- Записи, характеризующие уменьшение источника средств записываются по дебету счёта.
- Конечное сальдо записывается по кредиту счёта.

Схема ведения пассивного счёта:
| Дт  | Кт  |
|     | Сн  |
| -   | +   |
| Обд | Обк |
|     | Ск  |

Где Ск = Сн + Обк - Обд.